# Serixia multipunctata
Serixia multipunctata là một loài bọ cánh cứng trong họ Cerambycidae.